# Vipio indecisus
Vipio indecisus är en stekelart som först beskrevs av Walker 1871.  Vipio indecisus ingår i släktet Vipio och familjen bracksteklar. Inga underarter finns listade i Catalogue of Life.